# Campionato Italiano Velocità in Salita 2012
L'edizione 2012 del Campionato Italiano Velocità in Salita (CIVS) è la 54ª dalla sua istituzione nel 1959.
Anche in questa edizione sono presenti le classi 125 Open (ove gareggiano motocicli di 125 cm³ 2 tempi e 250 cm³ 4 tempi), 250 Open (2t), 600 Stock, Naked, 600 Open, Supermotard, Sidecar. Inoltre partecipano senza però titolazione ufficiale la categoria Scooter , le Moto d'Epoca GR4 Classiche/Epoca, GR5 GP 175 4T, GR5 GP 250 2T/4T, Classiche GP e Vintage
Le gare previste erano in origine sette, ma sono scese a sei dopo l'annullamento della prova Castione-Bazzano, che si sarebbe dovuta svolgere in data 19 agosto

## Calendario gare
Dove non indicata la nazionalità si intende pilota italiano.
| Data        | Prova | Tracciato                | Vincitore        | Vincitore       | Vincitore         | Vincitore               | Vincitore         | Vincitore        | Vincitore        |           |
| Data        | Prova | Tracciato                | 125 Open         | 250 Open        | 600 Stock         | Naked                   | 600 Open          | Supermotard      | Sidecar          |           |
| ----------- | ----- | ------------------------ | ---------------- | --------------- | ----------------- | ----------------------- | ----------------- | ---------------- | ---------------- | --------- |
| 29 aprile   | 1     | Spoleto-Forca di Cerro   | Andrea Neri      | Cristian Olcese | Francesco Curinga | Stefano Manici          | Stefano Bonetti   | Loris Pedriali   | - Pauli-Cavadini |           |
| 20 maggio   | 2     | Radicondoli-Madonna Olli | Carmine Sullo    | Cristian Olcese | Stefano Nari      | Stefano Manici          | Giuseppe Tarquini | Loris Pedriali   | Simone-Sabotti   |           |
| 10 giugno   | 3     | Carpasio-Pratipiani      | Carmine Sullo    | Cristian Olcese | Francesco Curinga | Stefano Manici          | Giuseppe Tarquini | Loris Pedriali   | - Pauli-Cavadini |           |
| 24 giugno   | 4     | Poggio-Vallefredda       | Enrico Tognocchi | Cristian Olcese | Stefano Nari      | Stefano Manici          | Stefano Bonetti   | Giuliano Covezzi | Cerrone-Ascierto |           |
| 29 luglio   | 5     | Sillano-Ospedaletto      | Carmine Sullo    | Cristian Olcese | Francesco Curinga | Stefano Manici          | Stefano Bonetti   | Luca Gottardi    | Dente-Magnogna   |           |
| 19 agosto   | 6     | Castione-Bazzano         | annullata        | annullata       | annullata         | annullata               | annullata         | annullata        | annullata        | annullata |
| 2 settembre | 7     | Gorno Oneta-Passo Zambla | Carmine Sullo    | Paolo Erba      | Stefano Nari      | Marco Monforti Ferrario | Stefano Bonetti   | Luca Gottardi    | - Pauli-Cavadini |           |

## Classifica piloti
Fonte
Di ogni classifica vengono indicate solo le prime posizioni.

### 125 Open
| Pos. | Pilota            | Moto     | 1 | 1 | 2 | 2 | 3 | 3 | 4 | 4 | 5 | 5 | 7 | 7 | P.ti |
| ---- | ----------------- | -------- | - | - | - | - | - | - | - | - | - | - | - | - | ---- |
| 1    | Carmine Sullo     | Kawasaki | 4 | 3 | 2 | 1 | 2 | 1 | 3 | 3 | 1 | 1 | 2 | 1 | 246  |
| 2    | Enrico Tognocchi  | Kawasaki | 3 | 4 | 5 | 3 | 1 | 2 | 1 | 1 | 2 | 2 | 1 | 2 | 236  |
| 3    | Simone Bertoncini | Aprilia  | 5 | 6 | 3 | 4 | 6 | 7 | 5 | 5 | 4 | 6 | 7 | 7 | 132  |
| 4    | Andrea Neri       | Kawasaki | 2 | 1 | 1 | 2 | - | - | 2 | 2 | - | - | - | - | 130  |
| 5    | Marco Lombardi    | Aprilia  | 8 | 8 | 6 | 6 | 5 | 6 | 4 | 4 | 5 | 5 | 6 | 5 | 126  |
| Pos. | Pilota            | Moto     | 1 | 1 | 2 | 2 | 3 | 3 | 4 | 4 | 5 | 5 | 7 | 7 | P.ti |

| Legenda | 1º posto        | 2º posto            | 3º posto           | A punti      | Senza punti        | Grassetto – Pole position Corsivo – Giro più veloce |
| Legenda | Gara non valida | Non qual./Non part. | Ritirato/Non class | Squalificato | '-' Dato non disp. | Grassetto – Pole position Corsivo – Giro più veloce |

### 250 Open
| Pos. | Pilota          | Moto    | 1 | 1 | 2 | 2 | 3 | 3 | 4 | 4 | 5 | 5 | 7 | 7 | P.ti |
| ---- | --------------- | ------- | - | - | - | - | - | - | - | - | - | - | - | - | ---- |
| 1    | Cristian Olcese | Aprilia | 1 | 1 | 3 | 1 | 1 | 1 | 1 | 1 | 1 | 1 | 3 | 2 | 277  |
| 2    | Guido Testoni   | Aprilia | 2 | 2 | 6 | 6 | 3 | 4 | 3 | 4 | 4 | 3 | 4 | 4 | 173  |
| 3    | Roberto Erba    | Aprilia | - | - | 4 | 2 | - | - | 2 | 2 | 2 | 2 | 2 | 3 | 149  |
| 4    | Paolo Erba      | Aprilia | - | - | 1 | 4 | - | - | - | - | 7 | 6 | 1 | 1 | 107  |
| 5    | Pierluigi Mutti | Aprilia | - | - | 5 | 5 | - | - | 4 | 3 | 3 | 4 | 5 | 5 | 102  |
| Pos. | Pilota          | Moto    | 1 | 1 | 2 | 2 | 3 | 3 | 4 | 4 | 5 | 5 | 7 | 7 | P.ti |

| Legenda | 1º posto        | 2º posto            | 3º posto           | A punti      | Senza punti        | Grassetto – Pole position Corsivo – Giro più veloce |
| Legenda | Gara non valida | Non qual./Non part. | Ritirato/Non class | Squalificato | '-' Dato non disp. | Grassetto – Pole position Corsivo – Giro più veloce |

### 600 Stock
| Pos. | Pilota            | Moto    | 1 | 1   | 2 | 2 | 3 | 3 | 4 | 4 | 5 | 5 | 7 | 7 | P.ti |
| ---- | ----------------- | ------- | - | --- | - | - | - | - | - | - | - | - | - | - | ---- |
| 1    | Stefano Nari      | Triumph | 2 | 2   | 1 | 1 | 2 | 2 | 1 | 1 | 2 | 2 | 1 | 1 | 270  |
| 2    | Francesco Curinga | Suzuki  | 3 | 1   | 3 | 3 | 1 | 1 | 2 | 2 | 1 | 1 | 3 | 2 | 249  |
| 3    | David Lignite     | Yamaha  | 1 | Rit | 2 | 2 | 3 | 3 | 4 | 4 | 6 | 6 | 2 | 3 | 179  |
| Pos. | Pilota            | Moto    | 1 | 1   | 2 | 2 | 3 | 3 | 4 | 4 | 5 | 5 | 7 | 7 | P.ti |

| Legenda | 1º posto        | 2º posto            | 3º posto           | A punti      | Senza punti        | Grassetto – Pole position Corsivo – Giro più veloce |
| Legenda | Gara non valida | Non qual./Non part. | Ritirato/Non class | Squalificato | '-' Dato non disp. | Grassetto – Pole position Corsivo – Giro più veloce |

### Naked
| Pos. | Pilota          | Moto    | 1 | 1 | 2 | 2 | 3     | 3 | 4 | 4 | 5 | 5 | 7 | 7 | P.ti |
| ---- | --------------- | ------- | - | - | - | - | ----- | - | - | - | - | - | - | - | ---- |
| 1    | Stefano Manici  | Triumph | 1 | 1 | 1 | 1 | 1º/1º |   |   |   |   |   |   |   | 250  |
| 2    | Franco Federigi | Honda   | 4 | 3 | 2 | 2 | 4º/4º |   |   |   |   |   |   |   | 196  |
| 3    | Stefano Roascio | Triumph | 3 | 2 | 6 | 6 | 2º/2º |   |   |   |   |   |   |   | 174  |
| Pos. | Pilota          | Moto    | 1 | 1 | 2 | 2 | 3     | 3 | 4 | 4 | 5 | 5 | 7 | 7 | P.ti |

| Legenda | 1º posto        | 2º posto            | 3º posto           | A punti      | Senza punti        | Grassetto – Pole position Corsivo – Giro più veloce |
| Legenda | Gara non valida | Non qual./Non part. | Ritirato/Non class | Squalificato | '-' Dato non disp. | Grassetto – Pole position Corsivo – Giro più veloce |

### 600 Open
| Pos. | Pilota            | Moto   | 1     | 1 | 2 | 2 | 3 | 3 | 4 | 4 | 5 | 5 | 7 | 7 | P.ti |
| ---- | ----------------- | ------ | ----- | - | - | - | - | - | - | - | - | - | - | - | ---- |
| 1    | Giuseppe Tarquini | Yamaha | 2º/2º |   |   |   |   |   |   |   |   |   |   |   | 260  |
| 2    | Stefano Bonetti   | Honda  | 1º/1º |   |   |   |   |   |   |   |   |   |   |   | 200  |
| 3    | Hannes Engl       | Suzuki | 5º/5º |   |   |   |   |   |   |   |   |   |   |   | 181  |
| Pos. | Pilota            | Moto   | 1     | 1 | 2 | 2 | 3 | 3 | 4 | 4 | 5 | 5 | 7 | 7 | P.ti |

| Legenda | 1º posto        | 2º posto            | 3º posto           | A punti      | Senza punti        | Grassetto – Pole position Corsivo – Giro più veloce |
| Legenda | Gara non valida | Non qual./Non part. | Ritirato/Non class | Squalificato | '-' Dato non disp. | Grassetto – Pole position Corsivo – Giro più veloce |

### Supermotard
| Pos. | Pilota           | Moto    | 1     | 1 | 2 | 2 | 3 | 3 | 4 | 4 | 5 | 5 | 7 | 7 | P.ti |
| ---- | ---------------- | ------- | ----- | - | - | - | - | - | - | - | - | - | - | - | ---- |
| 1    | Luca Gottardi    | Aprilia | 2º/2º |   |   |   |   |   |   |   |   |   |   |   | 260  |
| 2    | Loris Pedriali   | Honda   | 1º/1º |   |   |   |   |   |   |   |   |   |   |   | 254  |
| 3    | Giuliano Covezzi | Aprilia | 4º/5º |   |   |   |   |   |   |   |   |   |   |   | 200  |
| Pos. | Pilota           | Moto    | 1     | 1 | 2 | 2 | 3 | 3 | 4 | 4 | 5 | 5 | 7 | 7 | P.ti |

| Legenda | 1º posto        | 2º posto            | 3º posto           | A punti      | Senza punti        | Grassetto – Pole position Corsivo – Giro più veloce |
| Legenda | Gara non valida | Non qual./Non part. | Ritirato/Non class | Squalificato | '-' Dato non disp. | Grassetto – Pole position Corsivo – Giro più veloce |

### Sidecar
| Pos. | Pilota           | Moto       | 1     | 1 | 2 | 2 | 3 | 3 | 4 | 4 | 5 | 5 | 7 | 7 | P.ti |
| ---- | ---------------- | ---------- | ----- | - | - | - | - | - | - | - | - | - | - | - | ---- |
| 1    | Pauli-Cavadini   | LCR Suzuki | 1º/1º |   |   |   |   |   |   |   |   |   |   |   | 255  |
| 2    | Barbi-Doradori   | LCR Suzuki | 2º/3º |   |   |   |   |   |   |   |   |   |   |   | 205  |
| 3    | Cerrone-Ascierto | Suzuki     | 3º/2º |   |   |   |   |   |   |   |   |   |   |   | 168  |
| Pos. | Pilota           | Moto       | 1     | 1 | 2 | 2 | 3 | 3 | 4 | 4 | 5 | 5 | 7 | 7 | P.ti |

| Legenda | 1º posto        | 2º posto            | 3º posto           | A punti      | Senza punti        | Grassetto – Pole position Corsivo – Giro più veloce |
| Legenda | Gara non valida | Non qual./Non part. | Ritirato/Non class | Squalificato | '-' Dato non disp. | Grassetto – Pole position Corsivo – Giro più veloce |